# Tumulus de Pépin de Landen
Le tumulus de Pépin de Landen est le tertre funéraire de Pépin de Landen. Il est situé à Sinte-Gittersplein, à Landen, dans le Brabant flamand, en Belgique.

## Pépin de Landen
Pépin de Landen (vers 580 - † 640) était maire du palais d'Austrasie. Originaire de Landen, sa propriété s'étendait à cet endroit.
Il vécut dans une ancienne villa gallo-romaine et fut enterré dans son domaine de Landen, mais après quelques années, sa veuve Itte Idoberge fit transférer sa dépouille à Nivelles.

## Historique

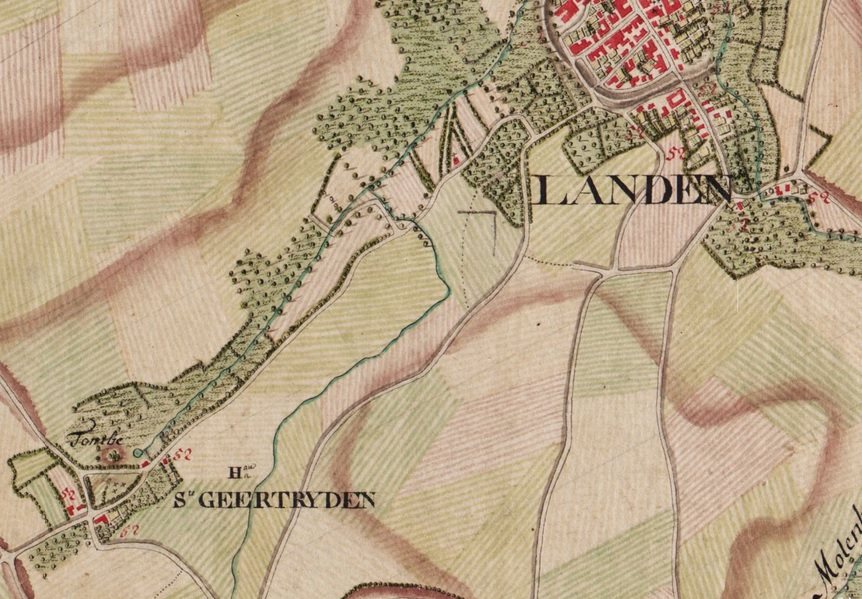
La tombe sur la carte de Ferraris du XVIIIe siècle

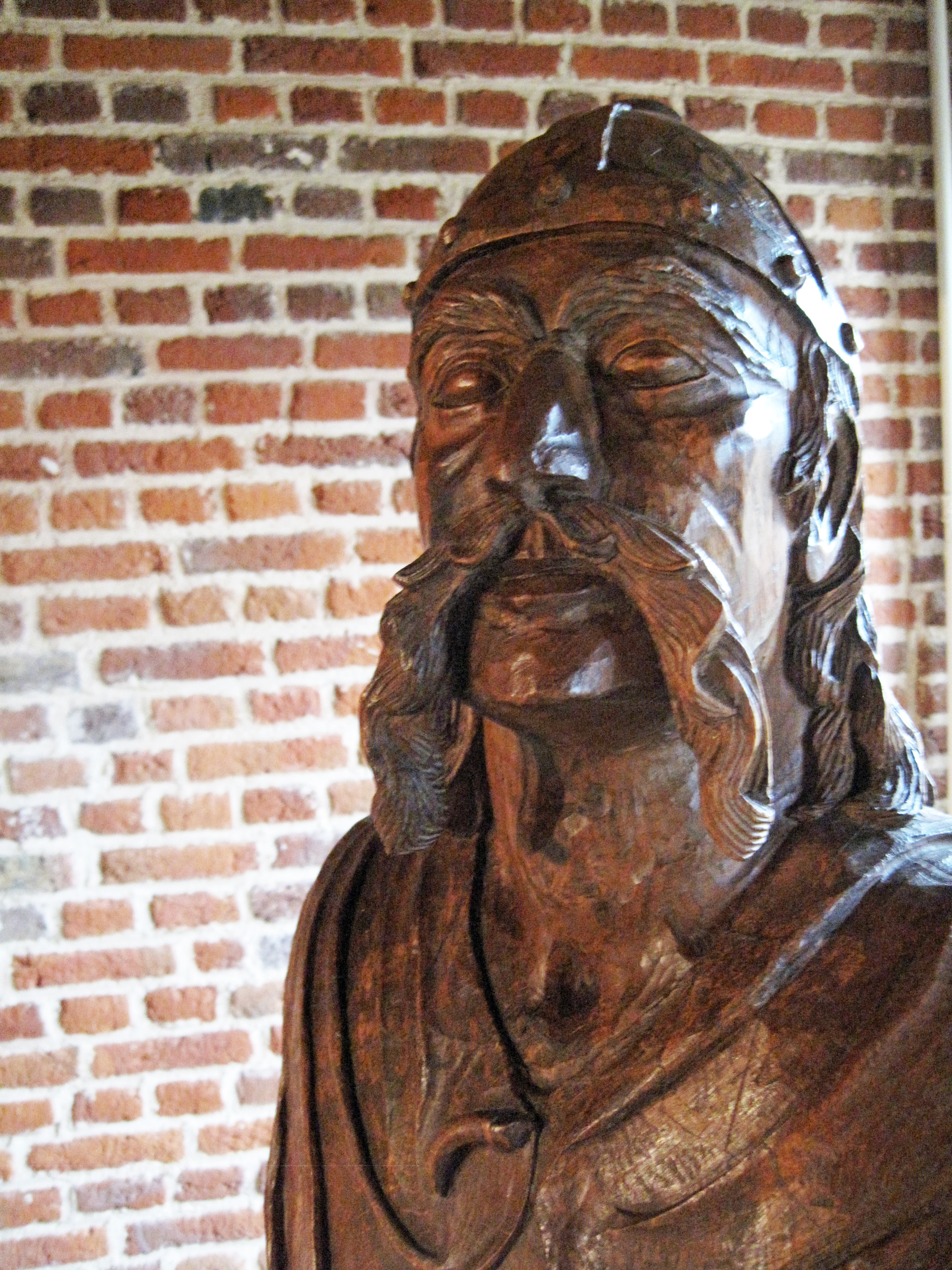
Buste de Pépin de Landen

Des fouilles entreprises en 1981 à Sinte-Gitterdal ont permis de mettre au jour les fondations d'une ancienne chapelle, crypte de la famille des Pépinides, tombée en ruine en 1756. Un musée archéologique conserve les différentes phases de construction de cette chapelle.

## Protection
Le site de Sinte-Gitterdal a été classé comme « paysage protégé » par Arrêté royal du 19 avril 1978. Les ruines de la chapelle et le tumulus ont été tous deux classés « patrimoine culturel en Belgique » par Arrêté royal du 17 novembre 1981.